# Euantennaria rhododendri
Euantennaria rhododendri är en svampart som först beskrevs av Woron., och fick sitt nu gällande namn av S. Hughes 1974. Euantennaria rhododendri ingår i släktet Euantennaria och familjen Euantennariaceae.  Arten är reproducerande i Sverige. Inga underarter finns listade i Catalogue of Life.